# Palladio (Schiff)
Die Palladio war ein Fährschiff der italienischen Reederei Siremar, das 1989 für die Adriatica di Navigazione in Dienst gestellt wurde. Seit 2006 verkehrte das Schiff auf der Strecke von Porto Empedocle über Linosa nach Lampedusa, ehe es 2016 ausgemustert und im türkischen Aliağa abgewrackt wurde.

## Geschichte

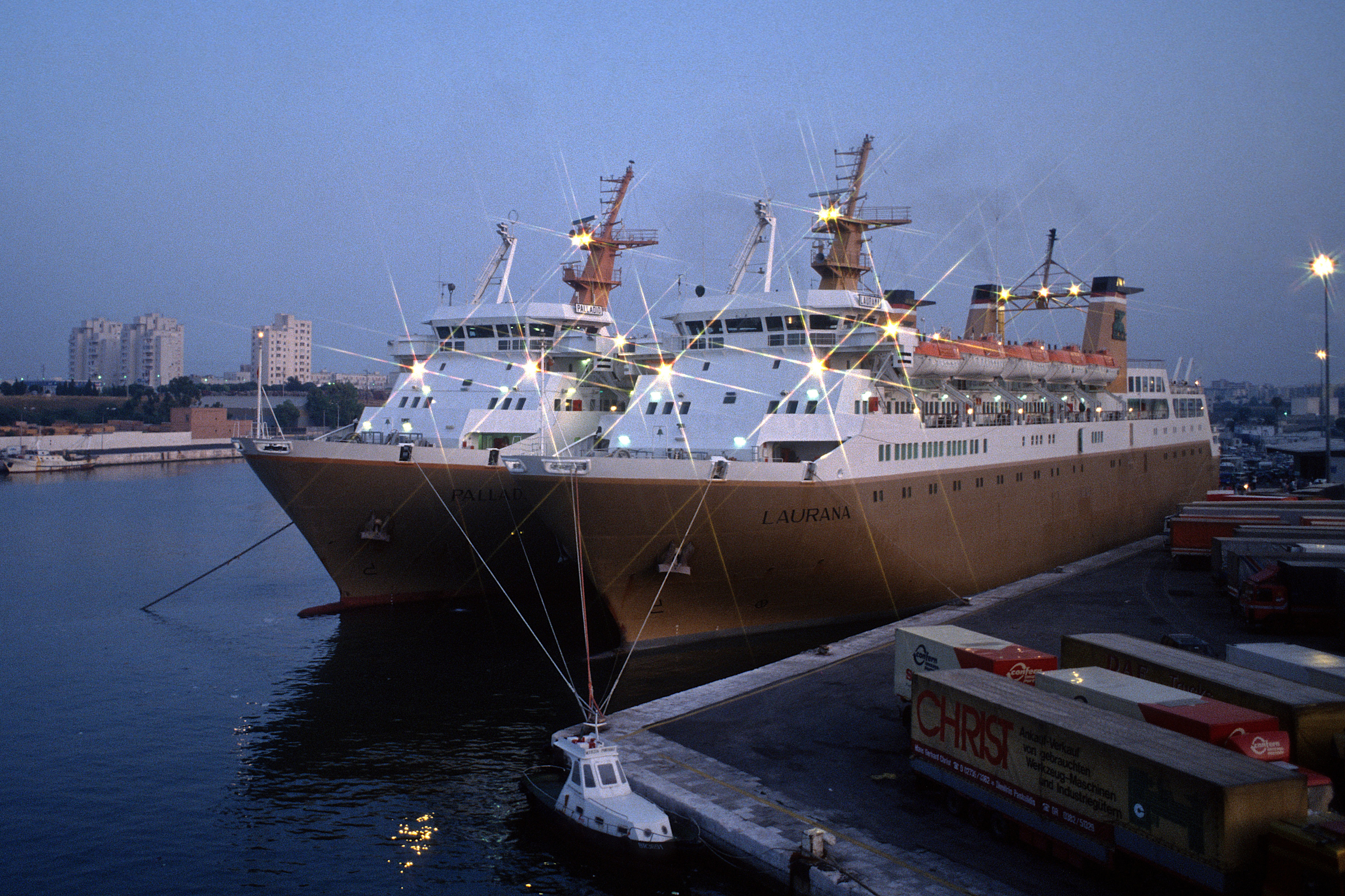
Palladio und Schwesterschiff Laurana in Brindisi (1993)

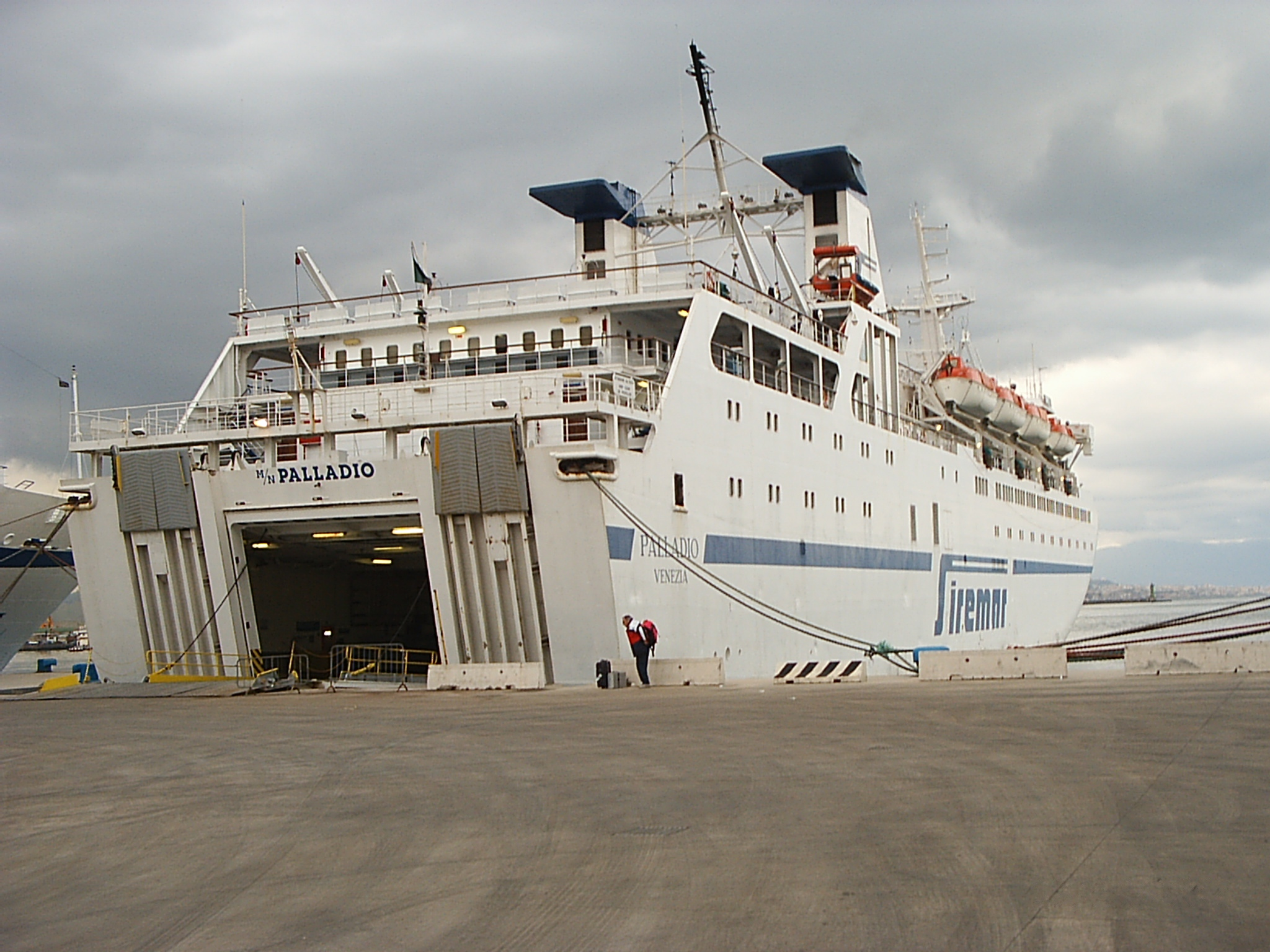
Die Palladio in Neapel, April 2005

Die Palladio entstand unter der Baunummer 5864 bei Fincantieri in Ancona und wurde am 20. Oktober 1989 vom Stapel gelassen. Nach der Ablieferung an die Adriatica di Navigazione am 18. März 1989 nahm das Schiff den Fährbetrieb zwischen Bari und Durrës auf. Der Palladio folgten zwei Schwesterschiffe: Die ebenfalls 1989 in Dienst gestellte Sansovino sowie die 1992 in Dienst gestellte Laurana.
Nach 15 Jahren im Dienst für Adriatica wurde die Palladio im November 2004 langfristig an die Reederei Siremar verchartert. Diese setzte sie ab Dezember 2004 zwischen Porto Empedocle über Linosa nach Lampedusa ein. 2005 wechselte das Schiff auf die Strecke von Milazzo nach Aeolian und Neapel, ehe es ab Mai 2006 wieder auf seiner vorherige Strecke eingesetzt wurde.
Nach einem Brand im Maschinenraum im Jahr 2013 wurde die Palladio im November 2014 modernisiert. Dennoch blieb sie anschließend nur etwas mehr als ein Jahr im Dienst, ehe sie im März 2016 zum Abbruch verkauft wurde. Am 11. März 2016 traf das Schiff nach 27 Dienstjahren in der Abwrackwerft im türkischen Aliağa ein.